# Хофер, Карл

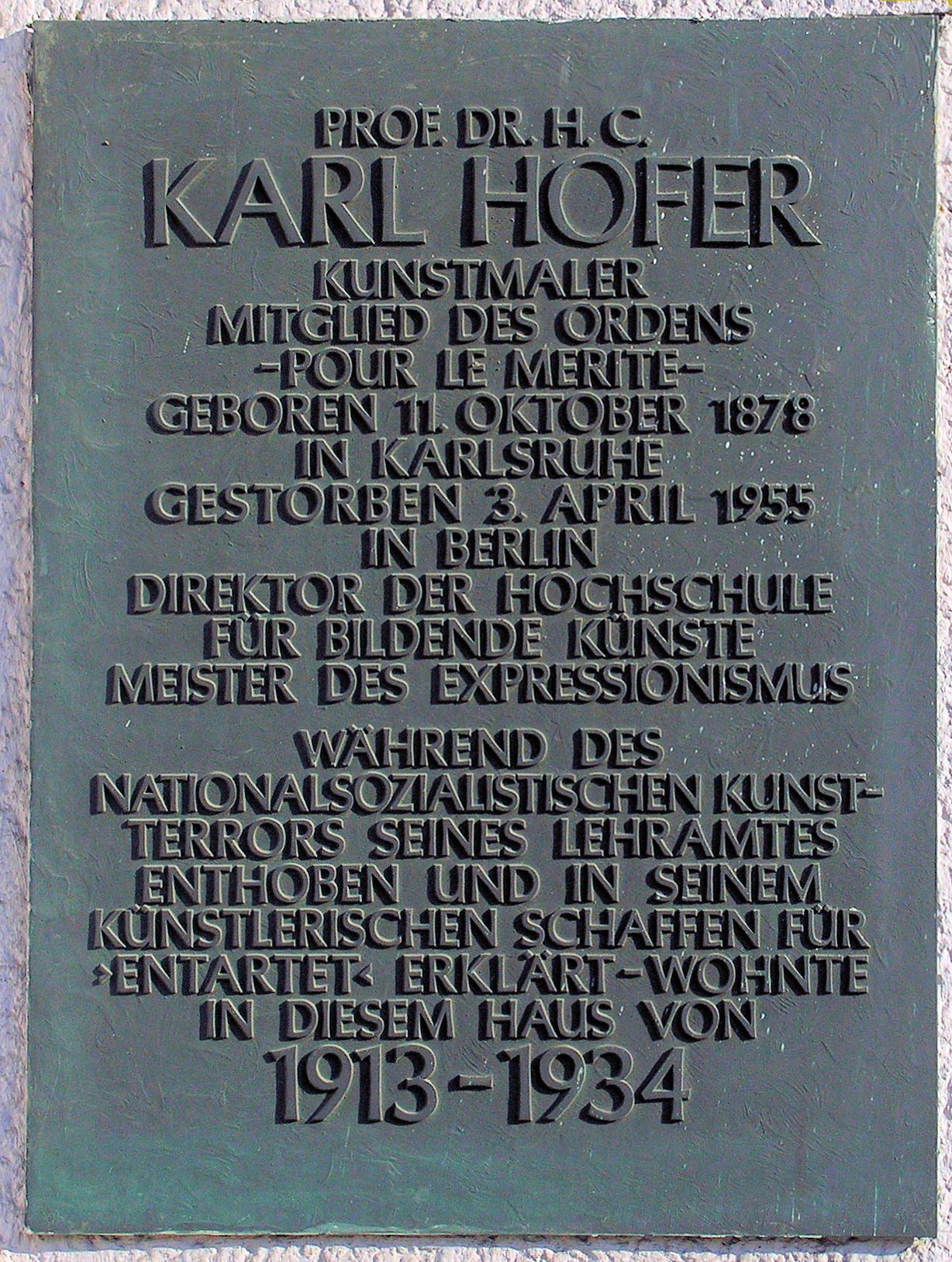

Карл Хофер (нем. Karl Hofer; 11 октября 1878, Карлсруэ — 3 апреля 1955, Берлин) — немецкий художник, близкий по стилю к экспрессионизму.

## Жизнь и творчество
Начал учиться живописи в Карлсруэ под руководством художника Ханса Тома и под сильным воздействием произведений Арнольда Бёклина. В 1903—1908 годах он вместе с семьёй благодаря материальной поддержке коллекционера и мецената Теодора Рейнхарда проживал и работал в Риме, где изучал законы композиции на работах Ханса фон Маре. Здесь картины Карла Хофера приобрели особую мягкость и пластичность.
После возвращения на родину некоторое время входил в круг художников вокруг Василия Кандинского и группы «Мост», затем в 1909—1913 годах (с перерывами) живёт в Париже, где попадает под сильное влияние Пабло Пикассо и особенно Сезанна. Художник создаёт на полотнах большие, в человеческий рост, маскированные таинственные образы. В то же время Карл Хофер не увлёкся модным в то время кубизмом, склоняясь скорее к примитивному искусству.
В 1910—1911 годах мастер совершает поездку в Индию, после которой в его картинах можно проследить мистические тенденции. В годы Первой мировой войны попадает в лагерь для интернированных во Франции и по обмену в 1917 году отправлен в Швейцарию. Здесь создаёт целую серию работ посвящённых природе и прекрасным видам кантона Тичино (так называемые «Ландшафты Тичино»). В этих работах, впрочем, тектоническая строгость композиции порой превалирует над натуральностью изображения природы.
В 20-е годы XX века художник живёт в Берлине и входит в круг художников — экспрессионистов, хотя его работы и отличаются от произведений большинства не столь яркими, приглушёнными красками и романтизированной тематикой. В 1933 году с приходом к власти нацистов мастер был объявлен представителем так называемого «дегенеративного искусства» и подвергался преследованиям. После окончания Второй мировой войны Карл Хофер возглавил Берлинскую академию искусств.